# Saltos ornamentais no Campeonato Mundial de Esportes Aquáticos de 2015
Os eventos dos saltos ornamentais no Campeonato Mundial de Esportes Aquáticos de 2015 ocorreram entre 24 de julho e 2 de agosto de 2015 em Cazã na Rússia. 

## Calendário
| Julho/Agosto de 2015 | 24 | 25 | 26 | 27 | 28 | 29 | 30 | 31 | 01 | 02 | 03 | 04 | 05 | 06 | 07 | 08 | 09 | T  |
| -------------------- | -- | -- | -- | -- | -- | -- | -- | -- | -- | -- | -- | -- | -- | -- | -- | -- | -- | -- |
| Saltos ornamentais   | ●  | 2  | 1  | 2  | 2  | 1  | 1  | 1  | 1  | 2  |    |    |    |    |    |    |    | 13 |

## Eventos
13 eventos foram disputados 
Horário local (UTC+3).
| Data                | Hora  | Evento                                                 |
| ------------------- | ----- | ------------------------------------------------------ |
| 24 de julho de 2015 | 15:00 | Trampolim 1 m masculino (eliminatórias)                |
| 25 July 2015        | 10:00 | Trampolim 3 m sincronizado feminino (eliminatórias)    |
| 25 July 2015        | 15:00 | Plataforma 10 m sincronizado misto                     |
| 25 July 2015        | 19:30 | Trampolim 3 m sincronizado feminino (final)            |
| 26 de julho de 2015 | 10:00 | Plataforma 10 m sincronizado masculino (eliminatórias) |
| 26 de julho de 2015 | 15:00 | Trampolim 1 m feminino (eliminatórias)                 |
| 26 de julho de 2015 | 19:30 | Plataforma 10 m sincronizado masculino (final)         |
| 27 de julho de 2015 | 10:00 | Plataforma 10 m sincronizado feminino (eliminatórias)  |
| 27 de julho de 2015 | 15:00 | Trampolim 1 m masculino (final)                        |
| 27 de julho de 2015 | 19:30 | Plataforma 10 m sincronizado feminino (final)          |
| 28 de julho de 2015 | 10:00 | Trampolim 3 m sincronizado masculino (eliminatórias)   |
| 28 de julho de 2015 | 15:00 | Trampolim 1 m feminino (final)                         |
| 28 de julho de 2015 | 19:30 | Trampolim 3 m sincronizado masculino (final)           |
| 29 de julho de 2015 | 10:00 | Plataforma 10 m feminino (eliminatórias)               |
| 29 de julho de 2015 | 15:00 | Plataforma 10 m feminino (semifinal)                   |
| 29 de julho de 2015 | 19:30 | Equipe                                                 |
| 30 de julho de 2015 | 10:00 | Trampolim 3 m masculino (eliminatórias)                |
| 30 de julho de 2015 | 15:00 | Trampolim 3 m masculino (semifinal)                    |
| 30 de julho de 2015 | 19:30 | Plataforma 10 m feminino (final)                       |
| 31 de julho de 2015 | 10:00 | Trampolim 3 m feminino (eliminatórias)                 |
| 31 de julho de 2015 | 15:00 | Trampolim 3 m feminino (semifinal)                     |
| 31 de julho de 2015 | 19:30 | Trampolim 3 m masculino (final)                        |
| 1 de agosto de 2015 | 10:00 | Plataforma 10 m masculino (eliminatórias)              |
| 1 de agosto de 2015 | 15:00 | Plataforma 10 m masculino (semifinal)                  |
| 1 de agosto de 2015 | 19:30 | Trampolim 3 m feminino (final)                         |
| 2 de agosto de 2015 | 15:00 | Trampolim 3 m sincronizado misto                       |
| 2 de agosto de 2015 | 19:30 | Plataforma 10 m masculino (final)                      |

## Medalhistas
Masculino
| Evento                                | Ouro                   | Ouro   | Prata                              | Prata  | Bronze                             | Bronze |
| Trampolim 1 m individual detalhes     | CHN Xie Siyi           | 485,50 | UKR Illya Kvasha                   | 449,05 | USA Michael Hixon                  | 428,30 |
| Trampolim 3 m individual detalhes     | CHN He Chao            | 555.05 | RUS Ilya Zakharov                  | 547.60 | GBR Jack Laugher                   | 528.90 |
| Trampolim 3 m sincronizado detalhes   | CHN Cao Yuan Qin Kai   | 471.45 | RUS Evgeny Kuznetsov Ilya Zakharov | 459.18 | GBR Jack Laugher Chris Mears       | 445.20 |
| Plataforma 10 m individual detalhes   | CHN Qiu Bo             | 587.00 | USA David Boudia                   | 560.20 | GBR Tom Daley                      | 537.95 |
| Plataforma 10 m sincronizado detalhes | CHN Chen Aisen Lin Yue | 495,72 | MEX Iván García Germán Sánchez     | 448,89 | RUS Roman Izmailov Viktor Minibaev | 441,33 |

Feminino
| Evento                                | Ouro                       | Ouro   | Prata                                | Prata  | Bronze                          | Bronze |
| Trampolim 1 m individual detalhes     | ITA Tania Cagnotto         | 310.85 | CHN Shi Tingmao                      | 309.20 | CHN He Zi                       | 300.30 |
| Trampolim 3 m individual detalhes     | CHN Shi Tingmao            | 383.55 | CHN He Zi                            | 377.45 | ITA Tania Cagnotto              | 356.15 |
| Trampolim 3 m sincronizado detalhes   | CHN Shi Tingmao Wu Minxia  | 351.30 | CAN Jennifer Abel Pamela Ware        | 319.47 | AUS Samantha Mills Esther Qin   | 304.20 |
| Plataforma 10 m individual detalhes   | PRK Kim Kuk-hyang          | 397.05 | CHNRen Qian                          | 388.00 | MYS Pandelela Rinong            | 385.05 |
| Plataforma 10 m sincronizado detalhes | CHN Chen Ruolin Liu Huixia | 359.52 | CAN Meaghan Benfeito Roseline Filion | 339.99 | PRK Kim Un-hyang Song Nam-hyang | 325.26 |

Misto (Masculino e Feminino)
| Evento                                | Ouro                             | Ouro   | Prata                                       | Prata  | Bronze                                | Bronze |
| Trampolim 3 m sincronizado detalhes   | CHN Wang Han Yang Hao            | 339.90 | CAN Jennifer Abel Vincent Riendeau          | 317.01 | CAN Meaghan Benfeito Vincent Riendeau | 315.30 |
| Plataforma 10 m sincronizado detalhes | CHN Si Yajie Tai Xiaohu          | 350.88 | CAB Meaghan Benfeito François Imbeau-Dulac  | 309.66 | ITA Tania Cagnotto Maicol Verzotto    | 308.22 |
| Equipe detalhes                       | GBR Tom Daley Rebecca Gallantree | 434.65 | UKR Oleksandr Horshkovozov Yulia Prokopchuk | 426.45 | CHN Chen Ruolin Xie Siyi              | 425.40 |

## Quadro de medalhas
| Ordem | País            | Medalha de ouro | Medalha de prata | Medalha de bronze | Total |
| ----- | --------------- | --------------- | ---------------- | ----------------- | ----- |
| 1     | China           | 10              | 3                | 2                 | 15    |
| 2     | Reino Unido     | 1               | 0                | 3                 | 4     |
| 3     | Itália          | 1               | 0                | 2                 | 3     |
| 4     | Coreia do Norte | 1               | 0                | 1                 | 2     |
| 5     | Canadá          | 0               | 4                | 0                 | 4     |
| 6     | Rússia          | 0               | 2                | 1                 | 3     |
| 7     | Ucrânia         | 0               | 2                | 0                 | 2     |
| 8     | Estados Unidos  | 0               | 1                | 1                 | 2     |
| 9     | México          | 0               | 1                | 0                 | 1     |
| 10    | Austrália       | 0               | 0                | 2                 | 2     |
| 11    | Malásia         | 0               | 0                | 1                 | 1     |
| Total | Total           | 13              | 13               | 13                | 39    |